# غونزالو فاسكيز
غونزالو فاسكيز (بالإسبانية: Gonzalo Vásquez)‏ هو لاعب كرة قدم تشيلي، ولد في 11 يناير 1988 في تشيلي. لعب مع كولو-كولو.